# Eisenbahn Österreich
Die Eisenbahn Österreich (EÖ) ist die älteste österreichische Eisenbahn-Fachzeitschrift. Sie wurde 1948 gegründet und erscheint seit 1995 im Luzerner Minirex-Verlag. Sie beschäftigt sich laut Eigenaussage kritisch-engagiert mit dem Geschehen in der Eisenbahnwelt.
Die EÖ erscheint monatlich. Thematisch widmet sich das Heft etwa zur Hälfte österreichischen Themen; die andere Hälfte der Berichte entfällt auf weitere, meist europäische Länder, wobei der Schwerpunkt auf den Nachbarländern liegt. Ein Teil der Seiten erscheint auch in den Schwesterzeitschriften Schweizer Eisenbahn-Revue und Eisenbahn-Revue International. Ausgesuchte Artikel werden ebenso in der englischsprachigen Zeitschrift Railway Update publiziert, die alle zwei Monate erscheint.
Herausgeber der EÖ ist Walter von Andrian (Luzern), als Chefredakteur fungiert Alfred Horn (Wien).

## Geschichte
1948 gegründet, erschien der erste Jahrgang der Zeitschrift unter dem Titel Die Modelleisenbahn - eisenbahntechnisches Fachblatt für den Modellbau, herausgegeben vom Ersten österreichischen Eisenbahn-Modellbau-Klub beim Wiener Verlag Ployer. Der Schwerpunkt des Inhaltes lag dementsprechend beim Selbstbau von Modelleisenbahnen unter besonderer Berücksichtigung der wirtschaftlichen Situation der unmittelbaren Nachkriegszeit. Die Vorbild-Berichterstattung gehörte aber schon von der ersten Ausgabe an zum Umfang der Zeitschrift. Bereits im zweiten Jahr des Erscheinens benannten die Herausgeber die Zeitschrift in Eisenbahn um und legten den Schwerpunkt auf die echte Eisenbahn. Der Modellbahnteil blieb als quasi-selbständige Beilage mit eigener Redaktion unter dem Titel Die Modelleisenbahn Bestandteil des Heftes, in späteren Jahren zur leichteren Trennung auf den mittleren Seiten des Heftes gedruckt. Im Juli 1966 wechselte die Zeitschrift zum Bohmann-Verlag. Über lange Perioden ihres Bestehens war die „Eisenbahn“ auch offizielles Mitteilungsorgan des Verbandes der Eisenbahnfreunde (bis 1974) und mehrerer Modellbahnvereinigungen. 1994 trennte sich der Bohmann-Verlag von der Zeitschrift, die seit 1995 beim Schweizer Verlag Minirex unter dem Titel Eisenbahn Österreich erscheint.